# Latifundium (agriculture)
Cet article concerne le latifundium en agriculture. Pour le latifundium dans l'Antiquité, voir Latifundium (Antiquité).

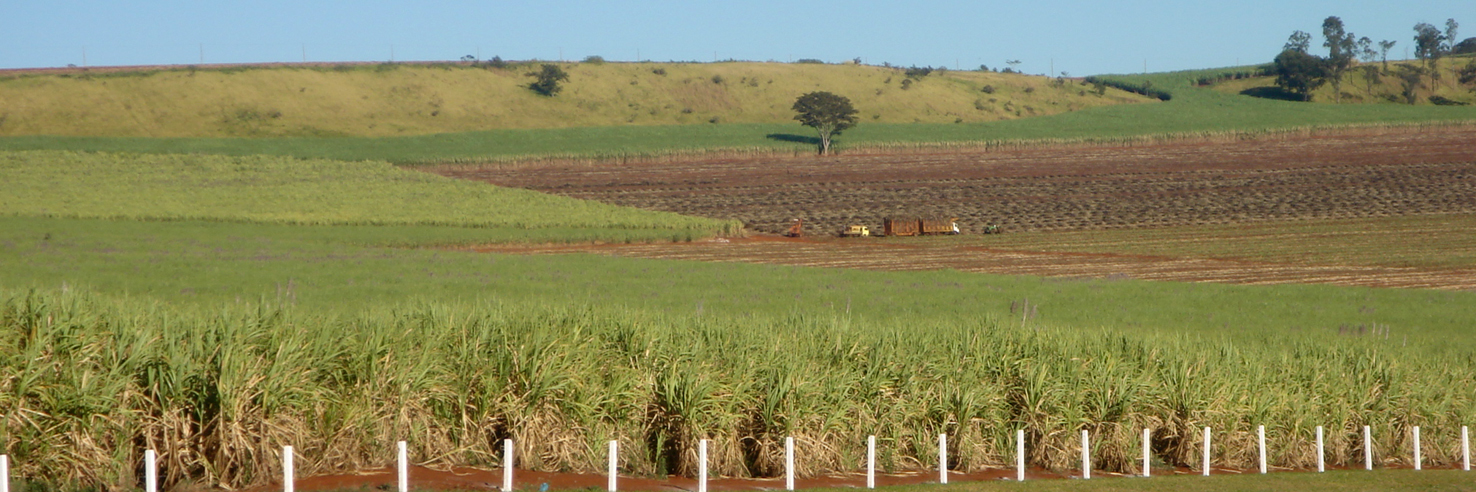
Plantation de canne à sucre au Brésil, 2008.

Les latifundia (pluriel de latifundium) sont des exploitations agricoles pratiquant l'agriculture extensive. Caractéristiques des économies peu développées où la propriété foncière est concentrée, elles nécessitent généralement l'emploi de journaliers ou de métayers. Le terme a été francisé sous la forme latifunde à la Renaissance. En Espagne on parle de latifundio, en Italie de latifondo, en Roumanie de latifundie.
Ces exploitations agricoles de grandes dimensions sont caractérisées par un rendement faible. La superficie nécessaire pour considérer une exploitation comme latifundiaire dépend du contexte : en Europe un latifundium peut faire quelques centaines d'hectares. En Amérique latine et en Roumanie, ils atteignent facilement plusieurs dizaines de milliers d'hectares (haciendas, estancias, fazendas, moșii). À part leur superficie, d’autres éléments les caractérisent : de bas rendements, une sous-utilisation de la terre arable, une faible capitalisation, un niveau technologique faible, une main-d'œuvre employée de manière précaire et, de fait, un faible niveau de vie de celle-ci.
Le latifundisme a été traditionnellement source d'instabilité sociale, associé à la présence d'une grande quantité de paysans sans terres. Pour résoudre les problèmes générés par les latifundia, diverses solutions ont été développées, variant selon le type de gouvernement dont ils dépendaient : depuis le changement structurel de la propriété (réforme agraire), par le biais d'expropriations, jusqu'à la modernisation des exploitations.

## Histoire
Pline l'Ancien est l'un des premiers critiques du concept.

## En Italie
Les (it) latifondo sont historiquement caractéristiques des exploitations agricoles du Mezzogiorno, appartenant à l'aristocratie et à l'Église. Les propriétaires résidaient à Naples et Palerme, et confiaient la gestion des terres à des contremaitres appelés caporati qui dirigeaient les ouvriers de manière autoritaire. Au XIXe siècle les bouleversements politiques et sociaux liés à l'unification italienne ont entrainé un appauvrissement à la fois des propriétaires et des paysans sans terre, ce qui est en partie à l'origine de l'apparition des mafias dans un contexte de défiance envers le nouvel État italien.
La réforme agraire de 1950 a atténué les effets pervers du système, mais ce mode d'exploitation reste dominant dans tout le sud de l'Italie,. Les travailleurs immigrés ont remplacé les paysans sans terre, mais travaillent dans des conditions difficiles pour la récolte des tomates dans la région de Caserte, dans les Pouilles et en Calabre, ou des fruits en Sicile, parfois sous le contrôle des mafias.

## En Pologne et Roumanie
En Pologne-Lituanie, on qualifie de latifundium les szlachetnie latyfundium nieruchomość qui sont historiquement les immenses exploitations agricoles de l'aristocratie et des évêchés ou monastères catholiques, certaines atteignant la superficie d'un département français. En Moldavie-Valachie, ce sont les moșii, historiquement les grands domaines agricoles appartenant à la noblesse roumaine et à l'Église orthodoxe, qui sont dénommées latifundia. Les propriétaires polonais ou roumains de ces domaines dont ils tiraient leur opulence, confiaient la gestion de leurs terres à des affermeurs appelés arendași (« arendaches ») qui exploitaient durement les masses paysannes, mais eux-mêmes résidaient la plupart du temps à Varsovie, Cracovie, Lwow, Jassy, Bucarest, Paris, Nice, Londres, Florence ou Rome,,.
Aux XVIIIe et XIXe siècles les bouleversements politiques et sociaux liés aux partages de la Pologne et à l'augmentation de la productivité agricole ont entrainé en Europe de l'Est un appauvrissement à la fois des paysans petits propriétaires et des paysans sans terre : ce fut l'une des causes des insurrections polonaises de 1830, 1846 et 1863 (qui furent très durement réprimées par l'Empire russe, mais incitèrent les Habsbourg à alléger leur régime en « Pologne autrichienne ») ainsi que de la grande jacquerie roumaine de 1907 (réprimée elle aussi, mais entraîna des réformes de l'économie agricole roumaine).
Les grands domaines agricoles ne disparaissent dans ces pays qu'au début du XXe siècle avec les réformes des années 1920.

## En Espagne
Les latifundios sont des structures agraires héritées de l'histoire antique (Latifundium), puis médiévale qui, dans le sud de l'Espagne (Andalousie, Estrémadure, sud de la Meseta) ont persisté jusqu'à la seconde République espagnole.
Des domaines immenses furent la propriété de nobles hidalgos qui formaient une aristocratie madrilène ne se déplaçant quasi-jamais sur leurs terres.
La persistance de ces modes d'exploitation agraire confinant les travailleurs agricoles à un rang très infériorisé fut identifiée parmi l'une des nombreuses causes de la survenue de la guerre civile, au sujet de la répartition des terres.

## En Amérique latine
Latifundia est souvent utilisé pour désigner une hacienda dans les pays de langue espagnole ou une fazenda au Brésil. Les exploitations agricoles sont encore plus vastes qu'en Europe du Sud, tant au niveau des plantations de café ou de canne à sucre.
Au Brésil la persistance de ce système et de la misère qu'il occasionne est à l'origine du Mouvement des sans-terre. À Cuba, la réforme agraire consécutive à la Révolution de 1959 a exproprié les propriétaires terriens, mais a maintenu le système des latifundia sous forme étatisée.